# Gheorghe Timar
Gheorghe Timar (n. 7 septembrie 1937, Hațeg – d. 13 noiembrie 2006) a fost un antrenor de fotbal român.
Gheorghe Timar a jucat fotbal la Stiinta Timisoara (1955-1957) si Vestitorul Bucuresti (1959-1960). In 1962 a devenit antrenor si, cu exceptia returului campionatului 1974, cand a antrenat Progresul Brăila, a activat numai la Dinamo, la prima echipă sau în cadrul Centrului de Copii și Juniori din Ștefan cel Mare, dupa cum urmează:
1964-1965: Dinamo Victoria, antrenor principal, promovare in Divizia B
1965-1970: Centrul de Copii si Juniori Dinamo, antrenor
1971-1974: Dinamo, antrenor secund, campion in editia 1972/1973
1974-1992: Centrul de Copii si Juniori Dinamo, antrenor
Dupa 1992, Gheorghe Timar a fost presedinte al Comisiei municipale de copii si juniori din cadrul AMF Bucuresti. In perioada 1999-2006, a fost membru al Biroului Executiv al AMF Bucuresti, reprezentantul structurilor sportive cu activitate exclusiva de copii si juniori din Bucuresti.